# Кірей
Кіре́й (рос. Кирей) — село у складі Кулундинського району Алтайського краю, Росія. Входить до складу Мірабілітської сільської ради.

## Населення
Населення — 269 осіб (2010; 367 у 2002).
Національний склад (станом на 2002 рік):
- казахи — 86 %